# Équipe du Nigeria féminine de hockey sur gazon
L'équipe du Nigeria féminine de hockey sur gazon est l'équipe représentative du Nigeria dans les compétitions internationales féminines de hockey sur gazon. 

## Palmarès

### Coupe du monde
- 1978 : 11e
- 1981 : 10e

### Jeux africains
- 1995 : 5e
- 2003 :  2e
- 2023 :  2e

### Coupe d'Afrique
- 2005 : 4e
- 2009 :  3e
- 2015 : 6e
- 2017 :  3e
- 2022 : 5e

### Jeux du Commonwealth
- 2006 : 10e